# ۱۳۴ (قمری)
۱۳۴ (قمری)، صد و سی و چهارمین سال در گاهشماری هجری قمری است. اول محرم این سال برابر با سوم اوت سال ۷۵۱ میلادی است.